# Ruina Viejo-Bodman
La ruina Viejo-Bodman, ubicado sobre una cima en el bosque del Bodanrück por encima del municipio alemán Bodman-Ludwigshafen, es un símbolo característico de la región del lago de Überlingen que forma parte del lago de Constanza. El castillo fue construido en 1309 y destruido por tropas francesas en 1643. La ruina fue conservada en 1900, 1922 y 1956 y puede ser visitada.